# هوششت یم اودنوالد
هوششت یم اودنوالد (به آلمانی: Höchst im Odenwald) یک منطقهٔ مسکونی در آلمان است که در اودنوالدکرایس واقع شده‌است.